# فرانك باتريك
فرانك باتريك (بالإنجليزية: Frank Patrick)‏ (و. 1885 – 1960 م) هو لاعب هوكي الجليد، من كندا، ولد في أوتوا، توفي في أوتوا، عن عمر يناهز 75 عاماً.

## التعليم
تعلم في جامعة مكغيل.

## جوائز
حصل على جوائز منها:
- كأس ستانلي.

## روابط خارجية
- فرانك باتريك على موقع EliteProspects.com (الإنجليزية)
- فرانك باتريك على موقع HockeyDB.com (الإنجليزية)
- فرانك باتريك على موقع Hockey-Reference.com (الإنجليزية)
- فرانك باتريك على موقع قاعة كندا للمشاهير الرياضية (الإنجليزية)